# 1969
1969 (MCMLXIX) je bilo navadno leto, ki se je po gregorijanskem koledarju začelo na sredo.

## Dogodki

### Januar – junij
- 2. januar - korporacija News Ltd. avstralskega medijskega mogotca Ruperta Murdocha prevzame najbolj brani britanski tednik, News of the World.
- 5. januar - Sovjetska zveza izstreli sondo Venera 5 proti Veneri in pet dni kasneje še sondo Venera 6.
- 16. januar - češki študent Jan Palach se zažge na praškem trgu Václavské náměstí v protest proti sovjetski zasedbi Češkoslovaške.
- 20. januar - Richard Nixon zapriseže kot 37. predsednik Združenih držav Amerike.
- 28. januar - zaradi okvare na naftni ploščadi podjetja Union Oil v morju pred mestom Santa Barbara v Južni Kaliforniji izteče v ocean 80.000 do 100.000 sodčkov surove nafte.
- 30. januar - skupina The Beatles izvede improviziran koncert na strehi založbe Apple Records, njihov zadnji javni nastop.
- 2. februar - sovjetsko vesoljsko plovilo Sojuz 5 se spoji s plovilom Sojuz 4; astronavta Boris Volinov in Vladimir Šatalov opravita prvi prehod med plovili v vesolju.
- 4. februar - Jaser Arafat je izvoljen za vodjo Palestinske osvobodilne organizacije.
- 24. februar - NASA izstreli medplanetarno vesoljsko sondo Mariner 6 proti Marsu.
- 3. marec - program Apollo: astronavti James McDivitt, David Scott in Rusty Schweickart odletijo na odpravo Apollo 9, med katero preskušajo delovanje lunarnega modula.
- 18. marec - vietnamska vojna: letala ameriškega Strateškega zračnega poveljstva pričnejo s skrivno Operacijo Zajtrk, bombardiranjem domnevnih zatočišč Vietnamske ljudske armade in Vietkonga v Kambodži.
- 27. marec - NASA izstreli medplanetarno vesoljsko sondo Mariner 7 proti Marsu.
- 29. marec - na tekmovanju Pesem Evrovizije zaradi izenačenega rezultata zmagajo štiri države, Španija, Združeno kraljestvo, Nizozemska in Francija.
- 22. april - Robin Knox-Johnston kot prvi človek objadra svet brez postanka.
- 28. april - Charles de Gaulle odstopi z mesta predsednika Francije zaradi neuspeha na ustavnem referendumu dan prej.
- 15. maj - ameriški najstnik »Robert R.« umre v bolnišnici v St. Louisu za neznano boleznijo, kasneje prepoznano kot prvi potrjen primer Aidsa v Severni Ameriki.
- 16. maj - sovjetska sonda Venera 5 pristane na Veneri.
- 18. maj - program Apollo: astronavti Tom Stafford, Gene Cernan in John Young odletijo na odpravo Apollo 10, zadnjo vajo programa pred pristankom na Luni.
- 20. junij - Georges Pompidou je izvoljen za predsednika Francije.
- 28. junij - stonewallski upor: z izgredi, ki jih sproži policijska racija na lokal Stonewall Inn v New Yorku, se prične gibanje za pravice homoseksualcev v ZDA.

### Julij – december
- 8. julij - vietnamska vojna: prvič se zmanjša število ameriških vojakov v Vietnamu.
- 14. julij - nogometna vojna: po porazu Hondurasa v proti Salvadorju v kvalifikacijah za Svetovno prvenstvo v nogometu 1970 izbruhne nasilje proti salvadorskim migrantskim delavcem v Hondurasu; od 300.000 jih je pregnanih več deset tisoč, kar sproži kratkotrajno invazijo salvadorske vojske v Hondurasu. Dva dni kasneje se po posredovanju OAS državi dogovorita za premirje.
- 20. julij - program Apollo: Neil Armstrong in Edwin »Buzz« Aldrin kot prva človeka pristaneta na Luni. Televizijski prenos prvih korakov na Luni spremlja po oceni 500 milijonov gledalcev po vsem svetu. Apollo 11 se je odpravil proti Luni 16. julija in se varno vrnil na Zemljo 24. julija.
- 9. avgust - člani kulta Charlesa Mansona brutalno umorijo Sharon Tate in še štiri ljudi na domu Romana Polanskega v Los Angelesu.
- 15. – 18. avgust - na festivalu Woodstock nastopijo nekatere najslavnejše rock skupine tistega časa pred skupno pol milijona obiskovalcev.
- 21. avgust - duševno moteni avstralski turist zaneti požar v mošeji Al-Aqsa v Jeruzalemu, s čimer želi pospešiti Kristusovo vrnitev.
- 1. september - v državnem udaru v Libiji je odstavljen kralj Idris I., na oblast pride Omar Moamer el Gadafi.
- 1. oktober - Olof Palme je izvoljen za predsednika švedske Socialdemokratske stranke, 14. oktobra nadomesti Tageja Erlanderja na položaju predsednika vlade Švedske.
- 21. oktober - Willy Brandt postane zahodnonemški kancler.
- 29. oktober - na Univerzi Kalifornije pošljejo prvo sporočilo prek Arpaneta, predhodnika interneta.
- 17. november - na mednarodnem srečanju v Helsinkih se ameriški in sovjetski pogajalci dogovarjajo o zmanjševanju strateške oborožitve.
- 19. november - program Apollo: astronavta Charles Conrad in Alan Bean v okviru odprave Apollo 12 pristaneta v Oceanu neviht na Luni ter opravita drugi sprehod po Luninem površju.
- 21. november - predstavnika Japonske in ZDA podpišeta dogovor o vrnitvi Okinave Japonski, ki bo stopil v veljavo leta 1972.
- 7. december - v Ljubljani je ustanovljena Zveza združenj samostojnih obrtnikov Slovenije, predhodnica današnje Obrtno-podjetniške zbornice Slovenije.

## Rojstva
- 3. januar - Michael Schumacher, nemški dirkač Formule 1
- 5. januar - Marilyn Manson, ameriški glasbenik
- 12. januar - Robert Prosinečki, hrvaški nogometaš
- 14. januar - Dave Grohl, ameriški glasbenik
- 17. januar - DJ Tiësto (Tijs Verwest), nizozemski DJ/producent
- 1. februar - Gabriel Batistuta, brazilski nogometaš
- 11. februar - Jennifer Aniston, ameriška igralka
- 12. februar - Darren Aronofsky, ameriški filmski režiser
- 18. februar - Tomaž Humar, slovenski alpinist († 2009)
- 1. marec -
  - Javier Bardem, španski igralec
  - Nataša Barbara Gračner, slovenska igralka in režiserka
- 10. marec - Samo Stanič, slovenski fizik
- 18. marec - Vasilij Ivančuk, ukrajinski šahovski velemojster
- 24. marec - Stephan Eberharter, avstrijski alpski smučar
- 5. april - Siniša Stojanović, irski akademik
- 25. april - Renée Zellweger, ameriška igralka
- 14. maj - Cate Blanchett, avstralska igralka
- 16. maj - Ari-Pekka Nikkola, finski smučarski skakalec
- 31. maj - Tony Cetinski, hrvaški glasbenik
- 7. junij - Florence Ferrari, francoska diplomatka
- 14. junij - Steffi Graf, nemška tenisačica
- 15. junij - 
  - Ice Cube, ameriški raper, igralec in producent
  - Oliver Kahn, nemški nogometaš
- 16. junij - Erik Brecelj, slovenski kirurg
- 7. julij - Joe Sakic, kanadski hokejist
- 24. julij - Jennifer Lopez, ameriška igralka, pevka, plesalka, producentka, modna oblikovalka in fotomodel
- 26. julij - Andrej Jurjevič Okunkov, ruski matematik
- 29. julij - Robert Križmančič, futurist
- 2. avgust - Fernando Couto, portugalski nogometaš
- 18. avgust - Edward Norton, ameriški igralec
- 19. avgust - Matthew Perry, ameriško-kanadski igralec
- 21. avgust - Mario Galunič, slovenski TV voditelj in urednik
- 25. september - Catherine Zeta-Jones, irsko-valižanska igralka
- 3. oktober - Gwen Stefani, ameriška pevka
- 14. oktober - Simona Dimic, slovenska inženirka kemijske tehnologije in političarka
- 19. oktober - Zanger Rinus, nizozemski glasbenik
- 4. november - Diddy, ameriški raper
- 10. november - Jens Lehmann, nemški nogometaš
- 13. november - Gerard Butler, škotski igralec
- 21. november - Jelka Godec, slovenska fizičarka in političarka
- 6. december - Slaviša Stojanović, slovenski nogometaš in selektor srbskega rodu
- 11. december - Višvanatan Anand, indijski šahovski velemojster
- 13. december - Sergej Fjodorov, ruski hokejist
- 28. december - Linus Torvalds, finski računalnikar

## Smrti
- 3. januar - Silvo Breskvar, slovenski matematik in fizik (* 1902)
- 31. januar - Meher Baba, indijski mistik (* 1894)
- 23. februar - Saud bin Abdul-Aziz Al Saud, savdski kralj (* 1902)
- 26. februar - Karl Theodor Jaspers, nemški filozof in psihiater (* 1883)
- 28. marec - Dwight David Eisenhower, ameriški general in politik (* 1890)
- 26. april - Morihei Ueshiba, japonski mojster borilnih veščin (* 1883)
- 2. maj - Franz von Papen, nemški politik, diplomat in častnik (* 1879)
- 6. maj - Don Drummond, jamajški skladatelj in pozavnist (* 1932)
- 7. junij - Josip Ribičič, slovenski učitelj, pisatelj, dramatik in urednik (* 1886)
- 16. junij - Harold Alexander, britanski feldmaršal in politik (* 1891)
- 22. junij - Judy Garland, ameriška filmska igralka (* 1922)
- 5. julij - Walter Gropius, nemško-ameriški arhitekt (* 1883)
- 25. julij - Witold Gombrowicz, poljski pisatelj in dramatik (* 1904)
- 6. avgust - Theodor W. Adorno, nemški sociolog, filozof in muzikolog (* 1903)
- 9. avgust - 
  - Cecil Frank Powell, angleški fizik, nobelovec (* 1903)
  - Sharon Tate, ameriška igralka (* 1943)
- 10. avgust - Tone Seliškar, slovenski pesnik, pisatelj, učitelj, novinar in urednik (* 1900)
- 17. avgust - 
  - Ludwig Mies van der Rohe, nemško-ameriški arhitekt (* 1886)
  - Otto Stern, nemški fizik, nobelovec (* 1888)
- 2. september - Ho Ši Minh, vietnamski politik (* 1890)
- 30. september - Frederic Bartlett, britanski psiholog (* 1886)
- 21. oktober - 
  - Jack Kerouac, ameriški pisatelj in pesnik (* 1922)
  - Wacław Franciszek Sierpiński, poljski matematik (* 1882)
- 27. oktober - Giorgio Scerbanenco, italijanski pisatelj, novinar in scenarist (* 1911)
- 8. november - Vesto Melvin Slipher, ameriški astronom (* 1875)
- 22. december - Josef von Sternberg, avstrijsko-ameriški režiser (* 1894)

## Nobelove nagrade
- Fizika - Murray Gell-Mann
- Kemija - Derek Harold Richard Barton, Odd Hassel
- Fiziologija ali medicina - Max Delbrück, Alfred Hershey, Salvador Luria
- Književnost - Samuel Beckett
- Mir - Mednarodna organizacija dela
- Ekonomija - Ragnar Frisch, Jan Tinbergen